# Cymothoe gongoa
Cymothoe gongoa är en fjärilsart som beskrevs av Fox 1965. Cymothoe gongoa ingår i släktet Cymothoe och familjen praktfjärilar. Inga underarter finns listade i Catalogue of Life.